# Таті (мова)
Таті (перс. تاتی) — група північно-західних іранських діалектів, тісно пов'язаних з Талиською мовою. Ці діалекти є залишками мови азері, нащадка мідійської мови, на якому говорили у північно-західному Ірані аж до XVI–XVII століть і яка була витіснена сучасною тюркською азербайджанською мовою.

## Територіальне поширення
Останнім часом на таті розмовляють у деяких селах Іранського Азербайджану (як, наприклад, в районі Харзанабаду, в околицях Халхалу та Ардебіля), а також у провінціях Зенджан та Казвін.